# Raionul Petrove, Kirovohrad
Petrove (în ucraineană Петрівський район, transliterat: Petrivskîi raion) este un raion în regiunea Kirovohrad, Ucraina. Reședința sa este așezarea de tip urban Petrove.

## Demografie
Componența lingvistică a raionului Petrove
     Ucraineană (93,58%)
     Rusă (5,28%)
     Alte limbi (0,56%)
Conform recensământului din 2001, majoritatea populației raionului Petrove era vorbitoare de ucraineană (93,58%), existând în minoritate și vorbitori de rusă (5,28%).